# Luis Ramírez (cronista)
Luis Ramírez, fue un tripulante de la armada de Sebastián Caboto, trágicamente muerto por los indios en Sancti Spíritus el día del ataque al fuerte, escribió el 10 de julio de 1528 a sus padres una extensa “Relación de Viaje” que despachó a España desde San Salvador, costa del río Uruguay, en la nao conducida por el juez Fernando Calderón en busca de ayuda.
Fue, como se dice, la primera expresión literaria concebida en nuestro territorio y en esa famosa epístola encontramos las primeras noticias que tenemos de los ríos Paraná y Carcarañá, como así también las descripciones de las diversas tribus, y en ella se destaca el encuentro con los sobrevivientes de la armada de Juan Díaz de Solís y se da cuenta de la primera siembra y recolección del trigo en el ámbito platense. La carta es muy extensa y abarca muchas páginas. Está escrita en forma clara e interesante como corresponde a una persona de alguna ilustración. En su carta don Luis se lamenta de “la mala orden que ha tenido en escribirla a causa de que por falta de ejercicio había perdido el estilo”.
He aquí parte de la relación de viaje que se refiere al Rey Blanco:
Estos quirandíes son tan ligeros que alcanzan un venado por pies; pelean con arcos y flechas y con unas pelotas de piedra redondas como una pelota y tan grandes como el puño, con una cuerda atada que la guía los cuales tiran tan certeros296 que no hierran297 a cosa que tiran. Estos nos dieron mucha relación de la sierra del [Rey] Blanco, como arriba digo, y de una generación con quien ellos contratan, que de la rodilla abajo que tienen los pies de avestruz. Y también dijeron de otras generaciones extrañas a nuestra natura, lo cual yo por parezer cosa de fabula, no lo escribo.298 Estos nos dijeron que de la otra parte de la sierra confinaba la mar, y según decían, crecía y menguaba mucho y muy súbito. Y según la relación que dan, el señor capitán general piensa que es la Mar del Sur;299 y a ser así no menos tiene este descubrimiento que el de la Sierra de la Plata, por el gran servicio que Su Majestad en ello recibirá.

## Carta de Luis Ramírez su padre desde el Brasil. 1528
El 10 de julio de 1528, a orillas del San Salvador, en el actual departamento de Soriano, el joven hidalgo Luis Ramírez pone la firma a una carta destinada a su padre y que llegará a España en la nave conducida por Fernando Calderón, que iba en busca de ayuda para la por entonces caótica expedición de Sebastián Caboto, en la que revistaba el corresponsal. 
El documento original, seguramente el primero que alguien escribió en esta tierra que hoy llamamos Uruguay, se guarda en la biblioteca del monasterio de San Lorenzo de El Escorial; fue localizada y transcrita por primera vez por el brasileño Adolfo Varnhagen a mediados del siglo XIX y nuevamente transcrita y publicada por otros americanistas como Francisco Bauzá, Marcos Jiménez de la Espada y José Toribio Medina. Poco sabemos del autor. Aparentemente era un hidalgo hijo de don Juan de Tordesillas y fue recomendado a Gaboto por la Reina, junto con su primo Juan "como personas que nos han bien servido". 
La expedición zarpó un 3 de abril de 1526 del puerto de Sanlúcar de Barrameda. Su misión era la de realizar el mismo recorrido alrededor del mundo que habían hecho anteriormente Fernando de Magallanes y Juan Sebastián Elcano y hacer negocios en las Malucas, las islas de la especiería. Eso explica que en el viaje fueran no solo los tripulantes profesionales sino un grupo significativo de pequeños nobles entre los que se encontraban, además del Luis Ramírez, Gonzalo, Álvaro y Juan Núñez de Balboa, hermanos de Vasco, el descubridor del Océano Pacífico o Antonio de Montoya que acompañaría luego a Francisco Pizarro al Perú en 1534. También viajaban dos cartógrafos ingleses y un grupo de armadores y comerciantes sevillanos. Unos doscientos hombres en total. 
Cuando la expedición llegó a la Isla de Santa Catalina, se produjo un accidente que habría de cambiar su destino. Una de sus naves naufragó, bajaron en la isla y se encontraron con un grupo de sobrevivientes de la expedición de Solís que habían permanecido entre los indios desde 1516 y habían explorado el interior del continente con Alejo García, llegando hasta el imperio de los Incas. Cuando Caboto escuchó sobre la existencia de una tierra en la que abundaba el oro y la plata y a la que era posible llegar remontando los ríos Paraná y Paraguay, decidió violar los términos de su contrato para buscar los inmensos tesoros a los que podía accederse por aquel río de la plata. 
Esta peripecia es la que cuenta la carta de Luis Ramírez a su padre: los caminos que recorrieron y las aventuras que vivieron durante dos años y tres meses. 
El texto, cuya lectura no quisiera ahorrarle al lector, es un notable testimonio etnográfico y antropológico, el primero que nos ofrece información de primera mano sobre los habitantes de las tribus de toda esa zona, particularmente los tupis-guaraníes. Dice Amadeo P. Soler que Ramírez "señala eficazmente el panorama de una gran extensión de nuestro interior desde la entrada en el Río de la Plata, la orientación de los navegantes hacia el río Uruguay para la protección de las naves de mayor calado, el descubrimiento y navegación del río Paraná, […], el remontaje de la gran corriente descubierta, aguas arriba: el conocimiento de los ríos Paraguay y Bermejo y accesoriamente lo que ha oído decir de las otras regiones del nuevo país". 
También se refiere a la sierra de plata y rey blanco, que a partir de la carta de Ramírez fue creciendo la leyenda del Rey Blanco, que según parece, se refería a Huayna Capac: Esta es gente muy ligera; mantiénense de la caza que matan y en matándola, cualquiera que sea, la beben la sangre, porque su prinçipal mantenimiento es, a causa de ser la tierra muy falta de agua. Esta generación nos dio muy buena relación de la sierra y del Rey Blanco, y de otras muchas generaçiones disformes de nuestra naturaleza, lo cual no escribo por parecer cosa de fábula, hasta que placiendo a Dios Nuestro Señor, lo cuente yo como cosa de vista y no de oídas.

Ramírez se maravilla con hábitos y costumbres, como el uso de lo que hoy conocemos como hamaca paraguaya: al referirse a los indios tupinambá dice que "su dormir dellos es en una red que llaman hamaca que es longa cuanto se puede echar un hombre y ancha cuanto se puede bien revolver y en ella y cubrirse el cuerpo; la tienen colgadas en el aire y ansi se echan; son de hilo de algodón, que en esta tierra hay mucho." 
También describe, por primera vez las boleadoras: "Estos querandíes son tan ligeros que alcanzan un venado por pies [corriendo]; pelean con arcos y flechas y con unas pelotas de piedra redondas como una pelota y tan grandes como el puño, y con una cuerda atada que la guía, las cuales tiran tan certeras que no yerran cosa que tiran." 
Por supuesto no faltan los relatos maravillosos como el de unos indios "que de la rodilla abajo tienen los pies de avestruz; y también dijeron de otras generaciones [tribus] extrañas á nuestra natura, lo cual por parecer cosa de fábula no escribo". Como otros cronistas es notable la astucia estilística que procura la verosimilitud de lo que describe -hombres con pies de avestruz- a costa de lo que dice haber oído pero no cuenta "por parecer cosa de fábula". 
A diferencia de la historieta tonta del buen salvaje contra el pérfido blanco, que tanto mal ha hecho a nuestros conocimientos de estas tierras, el mundo que describe Ramírez, es complejo, es una historia de seres humanos: "La gente desta tierra es muy buena e de muy buenos gestos ansi los hombres como las mujeres son todos de mediana estatura muy bien proporcionados de color de canarios algo más oscuros". Por un lado los indios no son una masa homogénea, los hay pacíficos, agricultores y los hay violentos y saqueadores; guerrean entre sí, practican el canibalismo y la esclavitud. En ese medio, los europeos operan como una tribu más que hace alianzas, y negocios. Los indígenas no son seres ingenuos e infantiles que cambian oro por bolitas de vidrio sino que como en toda la historia de la humanidad el trueque y la guerra suelen ser parte de un mismo proceso de interacción social. Así narra Ramírez la historia de una tribu que descontenta con el negocio hecho con Gaboto, se fueron "algo enojados, diciendo que les habían de dar otra cosa mejor", atacaron a los indios aliados de los españoles y todo terminó en una salvaje batalla. 
El último destino de Luis Ramírez estuvo en Sancti Spiritu, el poblado que fundó Gaboto sobre el río Carcarañá, en la actual provincia de Santa Fe. Los indios de la región se mostraron al principio propicios y animaron a Caboto en su empresa hacia las sierras de Plata, pero los conflictos fueron en aumento y en septiembre de 1529, mientras Gaboto se encontraba en otra entrada hacia el interior del continente, los indígenas asaltaron Sancti Spiritu y mataron a la mayoría de sus habitantes. Entre ellos estaba Luis Ramírez, nuestro primer corresponsal.

## Enlaces
- LUIS RAMIREZ: EL PRIMER CORRESPONSAL. Puerto Gaboto y los orígenes de la literatura argentina
- MAURA, JUAN FRANCISCO: Carta de Luis Ramírez a su padre desde el Brasil (1528): orígenes de lo ‘real maravilloso’ en el Cono Sur
- LA LEYENDA DEL REY BLANCO

- Datos: Q16594686